# پولینا
پولینا (به ایتالیایی: Pollina) یک کومونه در ایتالیا است که در استان پالرمو واقع شده‌است. پولینا ۴۹٫۹ کیلومتر مربع مساحت و ۳٬۱۰۲ نفر جمعیت دارد.